# Áraxos
Áraxos (grec moderne : Άραξος) est un village de Grèce, dans la région d'Achaïe.
Portant auparavant d'autres noms, il a été renommé en 1956 du nom du cap Áraxos.